# Музеј Булгакова
Музеј Булгакова (рус. Музеј-театр Булгаковскиј дом) налази се у улици Бољша Садоваја бр. 10 у Москви, у згради у којој је некада живео совјетски писац Михаил Булгаков и у којој су смештене неке од главних сцена његовог романа Мајстор и Маргарита. Музеј је основан као приватна иницијатива 15. маја 2004.
У истој згради, у стану број 50, на четвртом спрату, налази се други музеј у знак сећања на Булгакова. Овај други музеј је владина иницијатива и основан је 26. марта 2007.
Између два музеја постоји ривалство, које углавном одржава касније успостављени званични музеј Булгакова, који се увек представља као први и једини меморијални музеј Михаила Булгакова у Москви.
Многе друге локације у Мајстор и Маргарита су суседне Bulgakov House, попут Патријархових бара, Variety Theatre и куће писаца Грибоједова.
Музеј Булгакова је отворена сваког дана од 13:00 до 23:00, а петком и суботом до 01:00. Улаз је бесплатан.

## Зграда
Зграда је првобитно била намењена за изнајмљивање луксузних станова, а изграђена је између 1902. и 1905. по налогу руског милионера Иље Пигита, власника дуванске компаније Ducat. Зграда је подигнута у стилу сецесије у време када је Москва потпуно процветала и изграђене су многе нове авеније, обложене дрвећем. Улица Бољша Садоваја или Big Garden била је једна од тих авенија и била је део Garden Ring око центра Москве. У јуну 1917, непосредно пре Октобарске револуције, Иља Пигит је зграду продао приватној компанији за продају некретнина. Након револуције, нови совјетски режим тврдио је да је кућа једна од првих зграда комуналних станова у Москви. Године 1938. зграда је изгубила већи део свог првобитног изгледа уклањањем предње ограде како би се проширила улица.
У септембру 1921. совјетски аутор Михаил Булгаков настанио се у стану број 50 на четвртом спрату са првом супругом Татјаном Николајевном Лапом. Булгаков, који је био жестоки противник совјетског режима, описао је своју одбојност према комуналним становима, а посебно према стану број 50 на следећи начин:
| „ | Изврсни блок станова У блоку живе наша браћа: Организовани пролетаријат. | ” |

Булгаков је ову зграду користио као једну од најважнијих локација у Мајстор и Маргарита, у којем ју је описао као Зли стан или Уклети стан.
На лето 1924. Булгаков се преселио на пети спрат, у много тиши стан број 34, од којих је такође користио неке карактеристике у свом опису стана број 50. Његова супруга Татјана Лапа касније је схватила да је Булгаков договорио тај потез како би био сигуран да неће остати сама у непријатном окружењу, јер је неколико месеци касније сам напустио зграду да би се преселио код Љубов Евгенијеве Белозерске, коју је оженио у априлу 1925.
Једном је у подруму ове зграде био кафић, назван Pegasus' Stables, у коме је руски песник Сергеј Јесењин упознао своју каснију супругу, америчку плесачицу Изадору Данкан.

## Историја музеја
Много пре него што је у Москви постојао музеј, већ је била својеврсно ходочашће за љубитеље писца. Зид степеништа који је водио до стана број 50 био је затрпан графитима, цртежима и цитатима Мајстор и Маргарита.
Између 1984—1986, кућа, степениште и стан били су предмет „битке” између званичних тела, старатеља зграде и стваралаца графита. Графити су се редовно уклањали, али навијачи су се изнова враћали да постављају нове. Домар је неколико пута мењао сигурносни код улаза, али је увек био покварен. На крају су званичне власти одустале. На пролеће 1988. градска влада је дала дозволу за оснивање званичног музеја, али прошло је неко време пре него што се то стварно догодило.
Почетком 21. века, читав блок је обновљен, а почетком 2004. основан је музеј. На годишњицу Михаила Булгакова, 15. маја 2004. основан је музеј. Будући да стан број 50 у то време није био доступан, музеј се налазио у приземљу зграде.

## Активности

### Музеј Булгакова
Музеј има богату колекцију докумената, фотографија и личних ствари Михаила Булгакова, које су трајно изложене у различитим областима. Постоје и аудио-визуелне анимације. Поред сталне поставке, организују се и многе друге активности.
Изложбе
Музеј редовно организује изложбе дела познатих руских и страних уметника, са посебним фокусом на илустраторе дела Михаила Булгакова.
Фестивали
Музеј је познат по фестивалима, а посебно по годишњој прослави рођендана Михаила Булгакова.
Излети
Музеј организује редовне шетње местима која Михаил Булгаков описује у својим делима, укључујући и оближње Патријархове баре. Посебно су познате анимиране ноћне шетње, где учесници упознају живе ликове из дела Булгакова.
Библиотека
Музеј Булгакова има обимну библиотеку, не само са његовим делима и о њему, већ и о политичком, социјалном, економском и културном контексту у којем је писац живео. Посетиоци могу да купе ова дела.
Научни рад
Музеј Булгакова редовно организује састанке за информисање и дискусију о његовим делима и животу, а такође подржава научнике и студенте који их проучавају.
Елена Мартињук је реализовала велики фотографски пројекат Мајстор и Маргарита који је трајао три године, организовано је 70 снимања и направљено је више од 1000 фотографија. Оне су направљене на местима описаним у роману, попут крова куће Пашкових и куће Булгакова. На пролеће 2013. објављено је посебно издање романа са фотографијама пројекта.
Ноћ музеја, која се у Москви организује једном годишње, музеј Булгакова сврстава у једно од главних атракција људи. Сваке године се остварује оно што је Булгаков описао у Мајстор и Маргарита.
Музеј Булгакова је такође популарно место за дружење познатих личности у Москви које су често изражавале љубав према Булгакову и Мајстор и Маргарита, попут филмског редитеља Јурија Каре и глумца Данијела Радклифа.

### Кафић 302-бис
Кафић 302-бис се налази у музеју где се посетиоцима нуди могућност пића и атмосфера 30-их.

### Theatre Boo...!
Theatre Boo...! започео је као група младих глумаца који су заживели ликове из романа Булгакова, са којима су учесници екскурзија могли да се сусретну на својим путовањима кроз Москву. Такође изводе представе углавном импровизационог позоришта.

### Позориште Булгаков
Позориште Булгаков је мало гледалиште са 126 места. Неколико пута годишње организује представе Булгакова или позоришне адаптације његових романа. Често виђени гост је позоришна дружина славног руског редитеља Сергеја Алдонина.

## Конкуренција
Како је операција Булгаков постала успешнија, привлачила је и конкуренцију.
- Један од највећих противника музеја Булгакова је самопрозвани „чувар руског културног наслеђа” Александар Морозов, који дело Булгакова сматра сатанским. Ушао је у спремиште Булгакова и студио његовог дечијег позоришта и уништио сав његов садржај 22. децембра 2006.[24] Штета од вандализма износила је приближно 100.000 долара. Музеј Булгакова је био присиљен да се затвори, али је поново отворен 1. јануара 2007.
- Познатој књижевници, критичарки и историчарки Маријети Чудаковој одељење за културу Москве је одобрило да стан број 50 претвори у званични музеј.[25] Музеј Булгакова је отворен 15. маја 2007. За првог директора постављена је Ина Мишина, сестра Чудакове. Међутим, званични музеј је тешко могао да развије исту динамику као његове комшије и постао је „плен унутрашњих борби”. Дан пре пете годишњице музеја 14. маја 2012. Одељење за културу саопштило је да је Мишина отпуштена и да ће бити организован конкурс за нови менаџерски тим. Управљање је поверено италијанском архитекти Габријелу Филипину 9. октобра 2012. Након именовања је објавио да има амбициозне планове за музеј и његову непосредну близину и да је спреман да сарађује са свима који желе да поштују заоставштину Булгакова, укључујући музеј и Маријету Чудакову.[26]